# Karatouzskoïe
Karatouzskoïe (Карату́зское) est un village de Russie, centre administratif du raïon de Karatouzskoïe, situé dans le kraï de Krasnoïarsk. C'est une ancienne stanitsa cosaque du nom de Karatouz. Le village se trouve au sud du kraï au bord de la rivière Karatouz, affluent de l'Amyl dans le bassin de l'Enisseï. Il est situé à 100 km au sud-est de la gare de chemin de fer de Minoussinsk et à 45 km de la gare de Touba (toutes les deux sur la ligne Abakan-Taïchet). Sa population était de 7 456 habitants en 2010.

## Histoire du village
La construction des forteresses d'Abakan (1707) et de Saïansk (1717) sur l'Enisseï renforce la ligne de défense de Russes dans le kraï de Saïansk. Bourinsk (1727) et Kiakhtinsk (1728) marquent la frontière avec l'Empire de Chine. Dans les années 1720-1730, la région est traversée une fois par an par une vingtaine de Yazaks et un petit détachement de cosaques de Krasnoïarsk.
Dans le cadre de rumeurs sur une attaque de Djoungaria, la garnison de Saïansk a été portée à soixante personnes avec six canons en 1745. L'on reconstruit le fort (ostrog) de Saïansk dans les années 1750; les avant-postes de Tachtypski et Monokski sont fondés sur les affluents du même nom de la rivière Abakan. Ils sont marqués sur la carte militaire de 1759. Le nombre de cosaques à Saïansk diminue en 1751 à trente, en 1757 à une vingtaine d'hommes. Dans les années 1760, l'usine d'Irbine est rouverte et l'installation libre de paysans d'État commence en plusieurs vagues. Il existe six avant-postes et l'un est fondé en 1767 au confluent de la rivière Chadat. À partir de 1768, les cosaques s'installent près des avant-postes. Les villages cosaques de Tachtyp et Baïkalovo sont recensés par l'expédition de Peter Simon Pallas (1741-1811) qui a visité Saïansk le 12 septembre 1772. Les cosaques vivaient dans le village d'Oust-Oïskaïa. Ils servaient dans la forteresse et aux avant-postes Oï-Kebejski, Naryssogoïskï et Chadatski
En 1773, le sergent de géodésie, Egor Yakovlevitch Pesterev, visite l'avant-poste de Chadat. En 1775, 15 haches et autres outils sont alloués « pour la construction de casernements et autres choses ». Pesterev attribue des terres pour les maisons et les champs aux cosaques d'Abakan, qui comptaient parmi les gardes-frontières engagés aussi dans l'agriculture. Le village cosaque d'Arbatskaïa est ainsi fondé.
Au même moment sur la rive gauche de la rivière Touba ils fondent le village de Chochina. Les cosaques de ce nom de famille servent au fort de Chadat. Ainsi en 1785, il existe cinq villages cosaques; mais il n'y a pas encore Chadatskoïe et Karatouzskoïe.
Le 15 septembre 1785, étant donné que « le fort de Chedat (sic) a brûlé », les autorités décident de la construction d'un nouveau fort à 15 verstes de l'ancien, à un endroit désigné par Pesterev, propice à la culture de céréales.
L'éparchie de Tobolsk fait mention dans ses listes de cosaques demeurant avec leurs familles au village de Karatouskaïa avec 61 âmes dont les femmes et les enfants, demeurant dans dix foyers. Les premiers habitants cosaques de ce village portent les noms de Koudrine, Skobeïev, Iouchkov, Chakhov, Chakhmatov, Biélosloudov, Strijnev, Lazitsk, Kovriguine.
C'est ainsi que la fondation du village de « Karatouz » par les cosaques du fort de Chadat peut être datée entre 1785 et 1788, et sans doute en 1787.
Le registre paroissial de l'église de Kouraguinskaïa  fait mention pour la première fois en janvier 1789 d'un certain Vassili Petrovitch Iouchkov et en novembre 1789 d'Alexeï Petrov Chochine en tant que résidents mariés du village de Karatouskaïa.

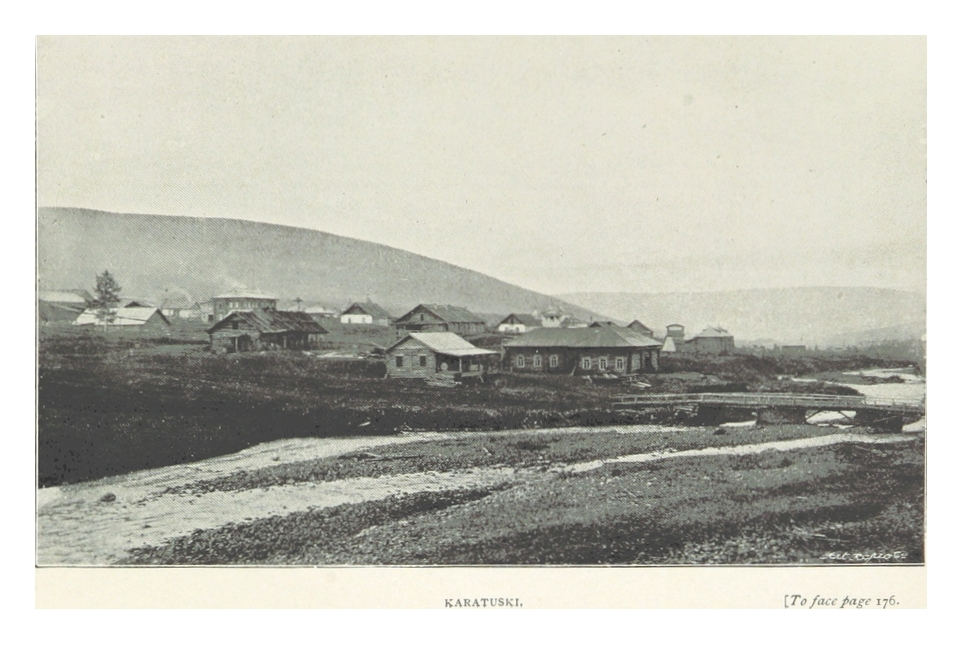
Le village en 1895.

Le dictionnaire toponymique de Khakassko-Minoussinsk explique la provenance du nom de « Karatouz », d'après le nom de la rivière au bord de laquelle se trouve le village et lui donne la signification suivante: « Khara Tous (sel noir) ». Il y a quatre rivières de ce nom dans le kraï de Krasnodar:
1. Karatouz, affluent droit de la rivière Derbina;
2. Karatouz, affluent droit de la rivière Khabyk;
3. Karatouz, affluent gauche de la rivière Amyl (celle-ci);
4. Karatouz, affluent droit de la rivière Djeb.

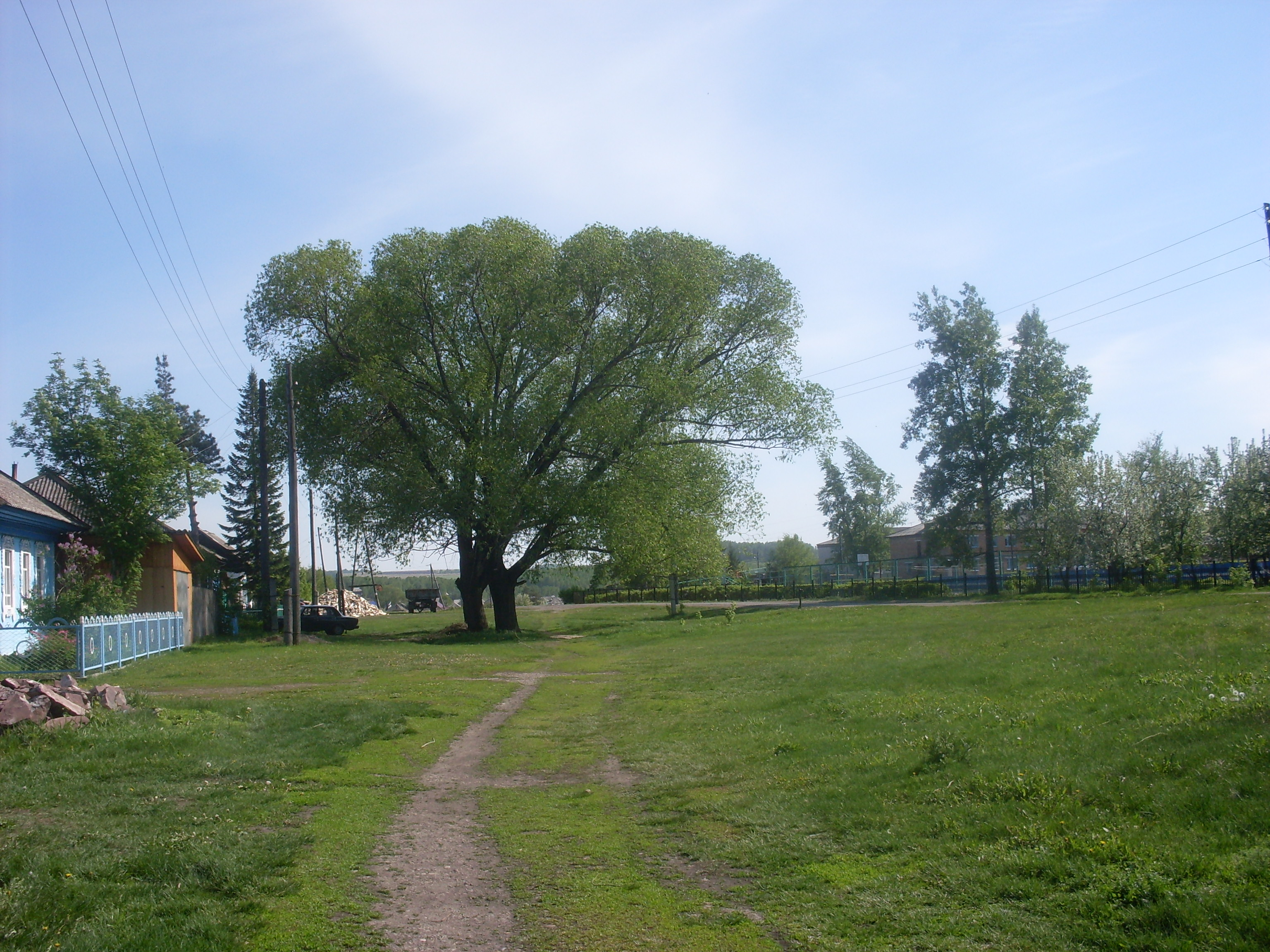
Vue du village.

Le premier gouverneur civil de l'Enisseï, Alexandre Petrovitch Stepanov (1781-1837), écrit: 
« Les avant-postes cosaques sont situés dans les limites de 250 verstes le long de la frontière mongole... La route menant à l'avant-poste  de Chadat passe par Minoussinsk, par le village de Tessinskoïe et le village de Chochou. Mais tout droit de Kebej, en parcourant la route de la steppe à travers une vaste plaine, au milieu de laquelle se trouvent des crêtes de collines, puis des bosquets de bouleaux. Sur le côté droit, l'on peut voir la fin de la crête de Saïan. Devant nous se trouve la haute montagne de Kamych-Tag et, avant de l'atteindre, sur une haute colline, l'avant-poste de Chadat, sur la rivière. Kazga-Toube est sans aucune fortification. »
« …Les villages cosaques (stanistsas) sont situées dans des endroits merveilleusement propices. La nature les a dotés en abondance : champs fertiles, prairies fleuries, poissons, gibier, bêtes, bétail et chevaux. Pour cela, les habitants ne restent pas ingrats. Ils sont assidûment engagés dans l'agriculture et l'élevage du bétail. Ils vivent extrêmement proprement, calmement, glorifiant Dieu et le tsar. »
L'ethnographe finlandais Matthias Alexanteri Castren (1813-1852) voyage en 1845-1849 en Sibérie et s'arrête à Karatouz le 5 (17) juin 1847:
«…Toute la population de Touba se compose d'indigènes, d'exilés et de tribus russifiées et en raison de la fertilité du sol elle est assez nombreuse ici, tandis que les rives de ses grands affluents, l'Amyl, le Kizir et le Zizim, sont presque totalement incultes. La colonie la plus élevée de toute cette région fluviale est l'avant-poste cosaque de Chadat, situé au bord de la grande rivière Karatous qui se jette dans l'Amyl. À quelques verstes au-dessus, la route s'arrête et seul un sentier étroit conduit le voyageur à remonter l'Amyl jusqu'aux monts Saïan.»

## Géographie

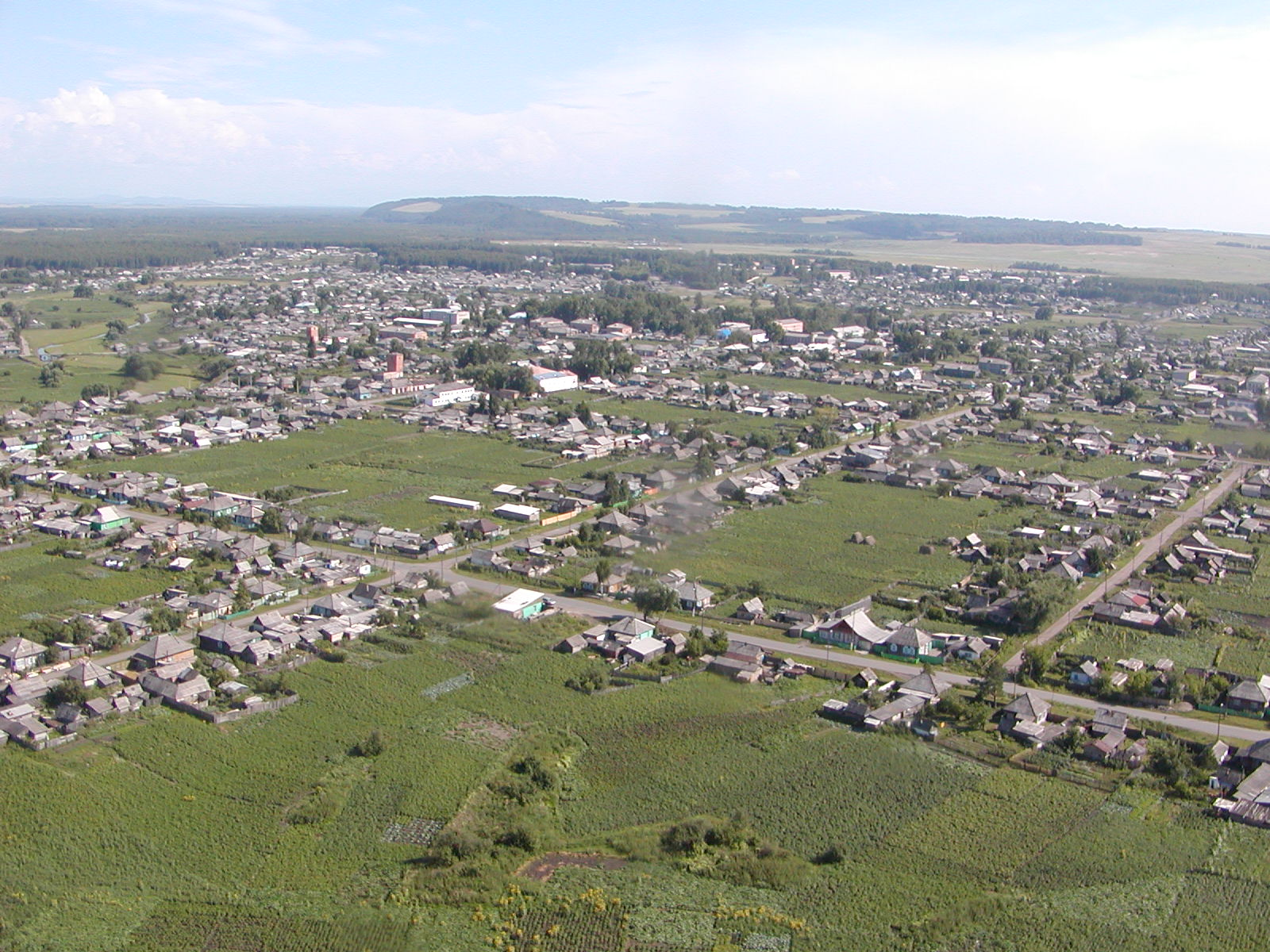
Village de Karatouzskoïe.

Le village est situé dans la partie Sud-Est du bassin de Minoussinsk, près des contreforts du Saïan oriental, dans le bassin de la rivière Amyl, qui, à sa confluence avec la rivière Kazyr, forme la rivière Touba qui se jette dans l'Enisseï. Le relief environnant est principalement plat et plat, disséqué par des vallées. L'altitude est de 300 à 700 mètres. Ainsi, par exemple, les montagnes voisines Choumilikha et Ararat, au pied desquelles se trouve le village, ont respectivement une hauteur de 370 et 480 mètres. Les massifs de basse montagne séparés sont composés de schistes, de grès, de conglomérats, de marnes, de calcaires, ainsi que de tufs, de porphyrites et de syénites d'âge paléozoïque, qui sont recouverts de limons, de lœss et de limons sableux dans les zones inférieures. Le climat est fortement continental, parfois sec. La température moyenne en janvier est de -16° à -20,5 °C; celle de juillet de +18,2 à +19,6 °C. Il y a parfois des températures d'hiver à -52 °C, et parfois l'été les journées peuvent connaître des températures de +45 °C. La durée de la saison de croissance des végétaux est d'environ 150-160 jours.

## Population
- 1939: 4582
- 1959: 5527
- 1979: 7501
- 1989: 8864
- 2010: 7456

## Économie

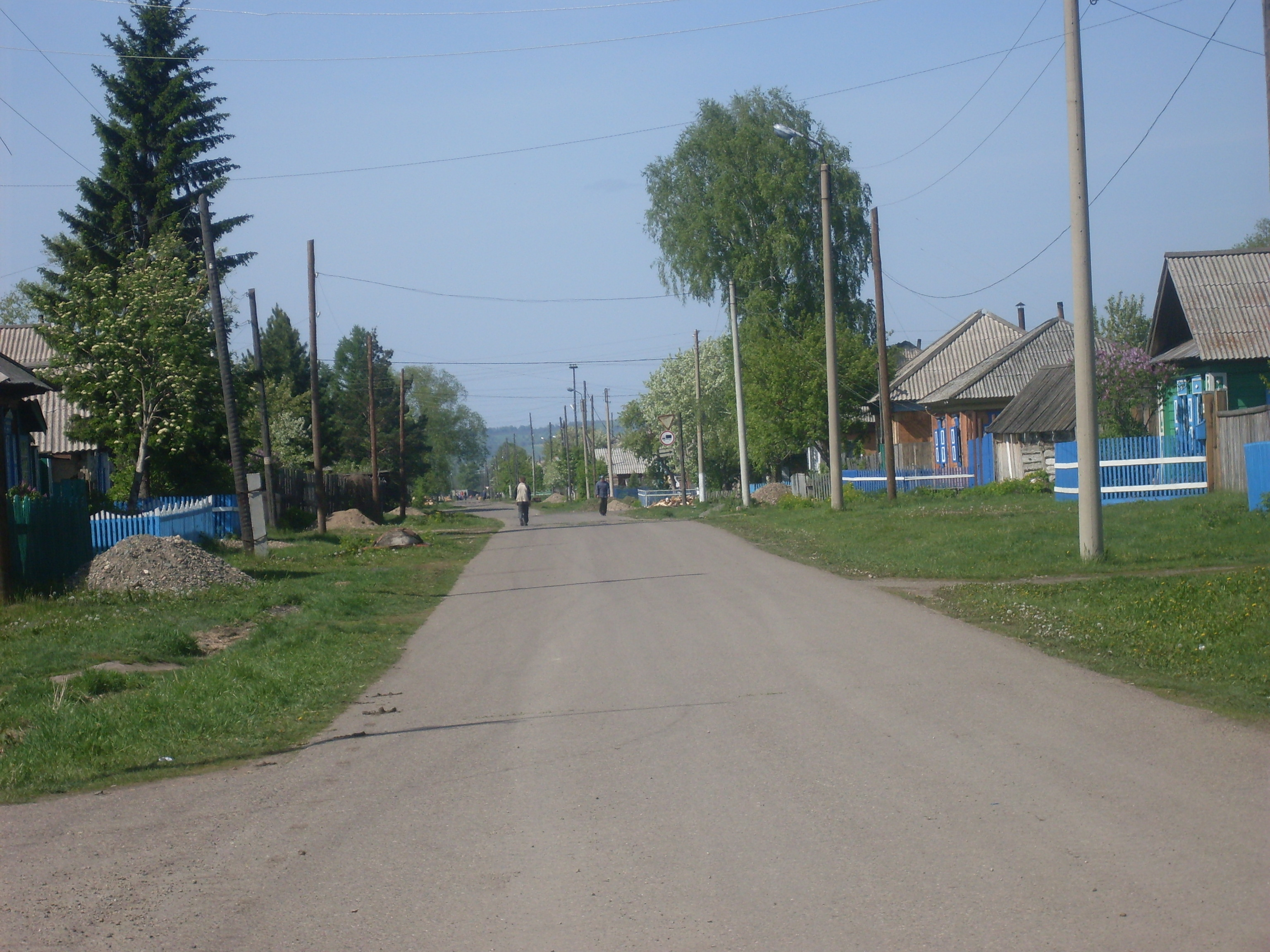
Vue du village.

Le village vit surtout d'agriculture et les habitants sont employés surtout dans les domaines suivants.
- Karatouzkhleboprodoukt (production de produits de boulangerie)
- Voirie
- Transports automobiles et par car
- Services communaux
- Raïsoyouz (production de biens de consommation)
- Entrepôt et traitement des céréales
- Entreprise de réparation de véhicules, de machines agricoles et de machines-outils

## Infrastructures
La route Kotcherguino-Karatouzskoïe est reliée à l'autoroute Minoussinsk-Kouskine, d'où on sort à Abakan, Kouraguino et Krasnoïarsk. De Karatouzskoïe plusieurs routes mènent vers les localités environnantes: Verkhni Koujebar, Chirychtyk avec sortie vers l'autoroute P257 du Enisseï, vers le village de Tanzybeï, etc. Une route contourne Karatouzskoïe.

## Culture
Le village possède une église orthodoxe dédiée à saint Pierre et à saint Paul et construite en 1852. Il existe aussi un musée local dans les locaux de l'ancienne école paroissiale. Le village dispose d'une bibliothèque.
Presque rien n'est resté des anciens bâtiments du village.